# Aaron Nimzowitsch
Aaron Nimzowitsch (lettiska: Ārons Ņimcovičs, stavas, i främst engelsk litteratur, Aron Nimzovich; även Niemzowitsch förekommer), född 7 november 1886 i Riga, död 16 mars 1935 i Köpenhamn, var en lettisk schackteoretiker och schackstormästare.

## Biografi
Nimzowitsch, som var tyskspråkig, var en av sin tids största schackspelare och betraktas idag främst som förgrundsgestalt och teoretiker inom den så kallade hypermoderna skolan med sitt banbrytande verk "Mein System" (fem häften, 1925–1926, svensk översättning Mitt system 1927) . Han skrev även böckerna Die Praxis meines Systems (1929) och Die Blockade.
Nimzowitsch segarde bland annat i schackturneringarna i Köpenhamn 1923, Dresden 1926, London 1927, Karlsbad 1929 samt Frankfurt am Main 1930.
Enligt Nimzowitsch hade teorierna kring schackspelet fötts och utvecklats av Wilhelm Steinitz under andra hälften av 1800-talet. Därefter hade Siegbert Tarrasch använt sig av dem. Men efter 1914, ansåg Nimzowitsch, hade det skett en schackmässig revolution. Dogmerna från Steinitz och Tarrasch var föråldrade, en ny tid stundade, och Nimzowitsch ansåg sig själv gå i bräschen för denna nya tid.
Det som utmärkte hans ständigt nya och oortodoxa idéer var en övertygelse om att forna tiders mästare hade misstagit sig när de lade upp riktlinjer för pjäsers placering och utveckling. Han hävdade, tvärt emot gällande teori, att schackspelets centrum (rutorna d4, d5, e4 och e5) inte nödvändigtvis behöver besättas med bönder, utan lika gärna kan kontrolleras med hjälp av pjäser.
Han uppfann vidare en mängd termer av positionell natur. Bland annat använde han sig av krigstermer. Exempel på detta är "förpost" (tyska Vorpost), vilket han kallade en springare placerad på en ruta varifrån den inte kan jagas bort av motståndarens bönder. Andra centrala begrepp i Nimzowitschs teorier är "blockaden" respektive "dragtvång" (tyska Zugzwang), ett läge där samtliga tillåtna drag försämrar ställningen för den som drar.
Nimzowitsch var en anhängare av lugnt och metodiskt försvarsspel. "Mitt system" influerade många efterföljande schackspelare, främst försiktiga positionsspelare som till exempel världsmästaren Tigran Petrosian. Nimzowitschs idéer var dock inte okontroversiella och han fick utstå mycket kritik.
|   | a | b | c | d | e | f | g | h |   |
| 8 | a8 svart torn · b8 svart springare · c8 svart löpare · d8 svart drottning · e8 svart kung · h8 svart torn · a7 svart bonde · b7 svart bonde · c7 svart bonde · d7 svart bonde · f7 svart bonde · g7 svart bonde · h7 svart bonde · e6 svart bonde · f6 svart springare · b4 svart löpare · c4 vit bonde · d4 vit bonde · c3 vit springare · a2 vit bonde · b2 vit bonde · e2 vit bonde · f2 vit bonde · g2 vit bonde · h2 vit bonde · a1 vit torn · c1 vit löpare · d1 vit drottning · e1 vit kung · f1 vit löpare · g1 vit springare · h1 vit torn | a8 svart torn · b8 svart springare · c8 svart löpare · d8 svart drottning · e8 svart kung · h8 svart torn · a7 svart bonde · b7 svart bonde · c7 svart bonde · d7 svart bonde · f7 svart bonde · g7 svart bonde · h7 svart bonde · e6 svart bonde · f6 svart springare · b4 svart löpare · c4 vit bonde · d4 vit bonde · c3 vit springare · a2 vit bonde · b2 vit bonde · e2 vit bonde · f2 vit bonde · g2 vit bonde · h2 vit bonde · a1 vit torn · c1 vit löpare · d1 vit drottning · e1 vit kung · f1 vit löpare · g1 vit springare · h1 vit torn | a8 svart torn · b8 svart springare · c8 svart löpare · d8 svart drottning · e8 svart kung · h8 svart torn · a7 svart bonde · b7 svart bonde · c7 svart bonde · d7 svart bonde · f7 svart bonde · g7 svart bonde · h7 svart bonde · e6 svart bonde · f6 svart springare · b4 svart löpare · c4 vit bonde · d4 vit bonde · c3 vit springare · a2 vit bonde · b2 vit bonde · e2 vit bonde · f2 vit bonde · g2 vit bonde · h2 vit bonde · a1 vit torn · c1 vit löpare · d1 vit drottning · e1 vit kung · f1 vit löpare · g1 vit springare · h1 vit torn | a8 svart torn · b8 svart springare · c8 svart löpare · d8 svart drottning · e8 svart kung · h8 svart torn · a7 svart bonde · b7 svart bonde · c7 svart bonde · d7 svart bonde · f7 svart bonde · g7 svart bonde · h7 svart bonde · e6 svart bonde · f6 svart springare · b4 svart löpare · c4 vit bonde · d4 vit bonde · c3 vit springare · a2 vit bonde · b2 vit bonde · e2 vit bonde · f2 vit bonde · g2 vit bonde · h2 vit bonde · a1 vit torn · c1 vit löpare · d1 vit drottning · e1 vit kung · f1 vit löpare · g1 vit springare · h1 vit torn | a8 svart torn · b8 svart springare · c8 svart löpare · d8 svart drottning · e8 svart kung · h8 svart torn · a7 svart bonde · b7 svart bonde · c7 svart bonde · d7 svart bonde · f7 svart bonde · g7 svart bonde · h7 svart bonde · e6 svart bonde · f6 svart springare · b4 svart löpare · c4 vit bonde · d4 vit bonde · c3 vit springare · a2 vit bonde · b2 vit bonde · e2 vit bonde · f2 vit bonde · g2 vit bonde · h2 vit bonde · a1 vit torn · c1 vit löpare · d1 vit drottning · e1 vit kung · f1 vit löpare · g1 vit springare · h1 vit torn | a8 svart torn · b8 svart springare · c8 svart löpare · d8 svart drottning · e8 svart kung · h8 svart torn · a7 svart bonde · b7 svart bonde · c7 svart bonde · d7 svart bonde · f7 svart bonde · g7 svart bonde · h7 svart bonde · e6 svart bonde · f6 svart springare · b4 svart löpare · c4 vit bonde · d4 vit bonde · c3 vit springare · a2 vit bonde · b2 vit bonde · e2 vit bonde · f2 vit bonde · g2 vit bonde · h2 vit bonde · a1 vit torn · c1 vit löpare · d1 vit drottning · e1 vit kung · f1 vit löpare · g1 vit springare · h1 vit torn | a8 svart torn · b8 svart springare · c8 svart löpare · d8 svart drottning · e8 svart kung · h8 svart torn · a7 svart bonde · b7 svart bonde · c7 svart bonde · d7 svart bonde · f7 svart bonde · g7 svart bonde · h7 svart bonde · e6 svart bonde · f6 svart springare · b4 svart löpare · c4 vit bonde · d4 vit bonde · c3 vit springare · a2 vit bonde · b2 vit bonde · e2 vit bonde · f2 vit bonde · g2 vit bonde · h2 vit bonde · a1 vit torn · c1 vit löpare · d1 vit drottning · e1 vit kung · f1 vit löpare · g1 vit springare · h1 vit torn | a8 svart torn · b8 svart springare · c8 svart löpare · d8 svart drottning · e8 svart kung · h8 svart torn · a7 svart bonde · b7 svart bonde · c7 svart bonde · d7 svart bonde · f7 svart bonde · g7 svart bonde · h7 svart bonde · e6 svart bonde · f6 svart springare · b4 svart löpare · c4 vit bonde · d4 vit bonde · c3 vit springare · a2 vit bonde · b2 vit bonde · e2 vit bonde · f2 vit bonde · g2 vit bonde · h2 vit bonde · a1 vit torn · c1 vit löpare · d1 vit drottning · e1 vit kung · f1 vit löpare · g1 vit springare · h1 vit torn | 8 |
| 7 | a8 svart torn · b8 svart springare · c8 svart löpare · d8 svart drottning · e8 svart kung · h8 svart torn · a7 svart bonde · b7 svart bonde · c7 svart bonde · d7 svart bonde · f7 svart bonde · g7 svart bonde · h7 svart bonde · e6 svart bonde · f6 svart springare · b4 svart löpare · c4 vit bonde · d4 vit bonde · c3 vit springare · a2 vit bonde · b2 vit bonde · e2 vit bonde · f2 vit bonde · g2 vit bonde · h2 vit bonde · a1 vit torn · c1 vit löpare · d1 vit drottning · e1 vit kung · f1 vit löpare · g1 vit springare · h1 vit torn | a8 svart torn · b8 svart springare · c8 svart löpare · d8 svart drottning · e8 svart kung · h8 svart torn · a7 svart bonde · b7 svart bonde · c7 svart bonde · d7 svart bonde · f7 svart bonde · g7 svart bonde · h7 svart bonde · e6 svart bonde · f6 svart springare · b4 svart löpare · c4 vit bonde · d4 vit bonde · c3 vit springare · a2 vit bonde · b2 vit bonde · e2 vit bonde · f2 vit bonde · g2 vit bonde · h2 vit bonde · a1 vit torn · c1 vit löpare · d1 vit drottning · e1 vit kung · f1 vit löpare · g1 vit springare · h1 vit torn | a8 svart torn · b8 svart springare · c8 svart löpare · d8 svart drottning · e8 svart kung · h8 svart torn · a7 svart bonde · b7 svart bonde · c7 svart bonde · d7 svart bonde · f7 svart bonde · g7 svart bonde · h7 svart bonde · e6 svart bonde · f6 svart springare · b4 svart löpare · c4 vit bonde · d4 vit bonde · c3 vit springare · a2 vit bonde · b2 vit bonde · e2 vit bonde · f2 vit bonde · g2 vit bonde · h2 vit bonde · a1 vit torn · c1 vit löpare · d1 vit drottning · e1 vit kung · f1 vit löpare · g1 vit springare · h1 vit torn | a8 svart torn · b8 svart springare · c8 svart löpare · d8 svart drottning · e8 svart kung · h8 svart torn · a7 svart bonde · b7 svart bonde · c7 svart bonde · d7 svart bonde · f7 svart bonde · g7 svart bonde · h7 svart bonde · e6 svart bonde · f6 svart springare · b4 svart löpare · c4 vit bonde · d4 vit bonde · c3 vit springare · a2 vit bonde · b2 vit bonde · e2 vit bonde · f2 vit bonde · g2 vit bonde · h2 vit bonde · a1 vit torn · c1 vit löpare · d1 vit drottning · e1 vit kung · f1 vit löpare · g1 vit springare · h1 vit torn | a8 svart torn · b8 svart springare · c8 svart löpare · d8 svart drottning · e8 svart kung · h8 svart torn · a7 svart bonde · b7 svart bonde · c7 svart bonde · d7 svart bonde · f7 svart bonde · g7 svart bonde · h7 svart bonde · e6 svart bonde · f6 svart springare · b4 svart löpare · c4 vit bonde · d4 vit bonde · c3 vit springare · a2 vit bonde · b2 vit bonde · e2 vit bonde · f2 vit bonde · g2 vit bonde · h2 vit bonde · a1 vit torn · c1 vit löpare · d1 vit drottning · e1 vit kung · f1 vit löpare · g1 vit springare · h1 vit torn | a8 svart torn · b8 svart springare · c8 svart löpare · d8 svart drottning · e8 svart kung · h8 svart torn · a7 svart bonde · b7 svart bonde · c7 svart bonde · d7 svart bonde · f7 svart bonde · g7 svart bonde · h7 svart bonde · e6 svart bonde · f6 svart springare · b4 svart löpare · c4 vit bonde · d4 vit bonde · c3 vit springare · a2 vit bonde · b2 vit bonde · e2 vit bonde · f2 vit bonde · g2 vit bonde · h2 vit bonde · a1 vit torn · c1 vit löpare · d1 vit drottning · e1 vit kung · f1 vit löpare · g1 vit springare · h1 vit torn | a8 svart torn · b8 svart springare · c8 svart löpare · d8 svart drottning · e8 svart kung · h8 svart torn · a7 svart bonde · b7 svart bonde · c7 svart bonde · d7 svart bonde · f7 svart bonde · g7 svart bonde · h7 svart bonde · e6 svart bonde · f6 svart springare · b4 svart löpare · c4 vit bonde · d4 vit bonde · c3 vit springare · a2 vit bonde · b2 vit bonde · e2 vit bonde · f2 vit bonde · g2 vit bonde · h2 vit bonde · a1 vit torn · c1 vit löpare · d1 vit drottning · e1 vit kung · f1 vit löpare · g1 vit springare · h1 vit torn | a8 svart torn · b8 svart springare · c8 svart löpare · d8 svart drottning · e8 svart kung · h8 svart torn · a7 svart bonde · b7 svart bonde · c7 svart bonde · d7 svart bonde · f7 svart bonde · g7 svart bonde · h7 svart bonde · e6 svart bonde · f6 svart springare · b4 svart löpare · c4 vit bonde · d4 vit bonde · c3 vit springare · a2 vit bonde · b2 vit bonde · e2 vit bonde · f2 vit bonde · g2 vit bonde · h2 vit bonde · a1 vit torn · c1 vit löpare · d1 vit drottning · e1 vit kung · f1 vit löpare · g1 vit springare · h1 vit torn | 7 |
| 6 | a8 svart torn · b8 svart springare · c8 svart löpare · d8 svart drottning · e8 svart kung · h8 svart torn · a7 svart bonde · b7 svart bonde · c7 svart bonde · d7 svart bonde · f7 svart bonde · g7 svart bonde · h7 svart bonde · e6 svart bonde · f6 svart springare · b4 svart löpare · c4 vit bonde · d4 vit bonde · c3 vit springare · a2 vit bonde · b2 vit bonde · e2 vit bonde · f2 vit bonde · g2 vit bonde · h2 vit bonde · a1 vit torn · c1 vit löpare · d1 vit drottning · e1 vit kung · f1 vit löpare · g1 vit springare · h1 vit torn | a8 svart torn · b8 svart springare · c8 svart löpare · d8 svart drottning · e8 svart kung · h8 svart torn · a7 svart bonde · b7 svart bonde · c7 svart bonde · d7 svart bonde · f7 svart bonde · g7 svart bonde · h7 svart bonde · e6 svart bonde · f6 svart springare · b4 svart löpare · c4 vit bonde · d4 vit bonde · c3 vit springare · a2 vit bonde · b2 vit bonde · e2 vit bonde · f2 vit bonde · g2 vit bonde · h2 vit bonde · a1 vit torn · c1 vit löpare · d1 vit drottning · e1 vit kung · f1 vit löpare · g1 vit springare · h1 vit torn | a8 svart torn · b8 svart springare · c8 svart löpare · d8 svart drottning · e8 svart kung · h8 svart torn · a7 svart bonde · b7 svart bonde · c7 svart bonde · d7 svart bonde · f7 svart bonde · g7 svart bonde · h7 svart bonde · e6 svart bonde · f6 svart springare · b4 svart löpare · c4 vit bonde · d4 vit bonde · c3 vit springare · a2 vit bonde · b2 vit bonde · e2 vit bonde · f2 vit bonde · g2 vit bonde · h2 vit bonde · a1 vit torn · c1 vit löpare · d1 vit drottning · e1 vit kung · f1 vit löpare · g1 vit springare · h1 vit torn | a8 svart torn · b8 svart springare · c8 svart löpare · d8 svart drottning · e8 svart kung · h8 svart torn · a7 svart bonde · b7 svart bonde · c7 svart bonde · d7 svart bonde · f7 svart bonde · g7 svart bonde · h7 svart bonde · e6 svart bonde · f6 svart springare · b4 svart löpare · c4 vit bonde · d4 vit bonde · c3 vit springare · a2 vit bonde · b2 vit bonde · e2 vit bonde · f2 vit bonde · g2 vit bonde · h2 vit bonde · a1 vit torn · c1 vit löpare · d1 vit drottning · e1 vit kung · f1 vit löpare · g1 vit springare · h1 vit torn | a8 svart torn · b8 svart springare · c8 svart löpare · d8 svart drottning · e8 svart kung · h8 svart torn · a7 svart bonde · b7 svart bonde · c7 svart bonde · d7 svart bonde · f7 svart bonde · g7 svart bonde · h7 svart bonde · e6 svart bonde · f6 svart springare · b4 svart löpare · c4 vit bonde · d4 vit bonde · c3 vit springare · a2 vit bonde · b2 vit bonde · e2 vit bonde · f2 vit bonde · g2 vit bonde · h2 vit bonde · a1 vit torn · c1 vit löpare · d1 vit drottning · e1 vit kung · f1 vit löpare · g1 vit springare · h1 vit torn | a8 svart torn · b8 svart springare · c8 svart löpare · d8 svart drottning · e8 svart kung · h8 svart torn · a7 svart bonde · b7 svart bonde · c7 svart bonde · d7 svart bonde · f7 svart bonde · g7 svart bonde · h7 svart bonde · e6 svart bonde · f6 svart springare · b4 svart löpare · c4 vit bonde · d4 vit bonde · c3 vit springare · a2 vit bonde · b2 vit bonde · e2 vit bonde · f2 vit bonde · g2 vit bonde · h2 vit bonde · a1 vit torn · c1 vit löpare · d1 vit drottning · e1 vit kung · f1 vit löpare · g1 vit springare · h1 vit torn | a8 svart torn · b8 svart springare · c8 svart löpare · d8 svart drottning · e8 svart kung · h8 svart torn · a7 svart bonde · b7 svart bonde · c7 svart bonde · d7 svart bonde · f7 svart bonde · g7 svart bonde · h7 svart bonde · e6 svart bonde · f6 svart springare · b4 svart löpare · c4 vit bonde · d4 vit bonde · c3 vit springare · a2 vit bonde · b2 vit bonde · e2 vit bonde · f2 vit bonde · g2 vit bonde · h2 vit bonde · a1 vit torn · c1 vit löpare · d1 vit drottning · e1 vit kung · f1 vit löpare · g1 vit springare · h1 vit torn | a8 svart torn · b8 svart springare · c8 svart löpare · d8 svart drottning · e8 svart kung · h8 svart torn · a7 svart bonde · b7 svart bonde · c7 svart bonde · d7 svart bonde · f7 svart bonde · g7 svart bonde · h7 svart bonde · e6 svart bonde · f6 svart springare · b4 svart löpare · c4 vit bonde · d4 vit bonde · c3 vit springare · a2 vit bonde · b2 vit bonde · e2 vit bonde · f2 vit bonde · g2 vit bonde · h2 vit bonde · a1 vit torn · c1 vit löpare · d1 vit drottning · e1 vit kung · f1 vit löpare · g1 vit springare · h1 vit torn | 6 |
| 5 | a8 svart torn · b8 svart springare · c8 svart löpare · d8 svart drottning · e8 svart kung · h8 svart torn · a7 svart bonde · b7 svart bonde · c7 svart bonde · d7 svart bonde · f7 svart bonde · g7 svart bonde · h7 svart bonde · e6 svart bonde · f6 svart springare · b4 svart löpare · c4 vit bonde · d4 vit bonde · c3 vit springare · a2 vit bonde · b2 vit bonde · e2 vit bonde · f2 vit bonde · g2 vit bonde · h2 vit bonde · a1 vit torn · c1 vit löpare · d1 vit drottning · e1 vit kung · f1 vit löpare · g1 vit springare · h1 vit torn | a8 svart torn · b8 svart springare · c8 svart löpare · d8 svart drottning · e8 svart kung · h8 svart torn · a7 svart bonde · b7 svart bonde · c7 svart bonde · d7 svart bonde · f7 svart bonde · g7 svart bonde · h7 svart bonde · e6 svart bonde · f6 svart springare · b4 svart löpare · c4 vit bonde · d4 vit bonde · c3 vit springare · a2 vit bonde · b2 vit bonde · e2 vit bonde · f2 vit bonde · g2 vit bonde · h2 vit bonde · a1 vit torn · c1 vit löpare · d1 vit drottning · e1 vit kung · f1 vit löpare · g1 vit springare · h1 vit torn | a8 svart torn · b8 svart springare · c8 svart löpare · d8 svart drottning · e8 svart kung · h8 svart torn · a7 svart bonde · b7 svart bonde · c7 svart bonde · d7 svart bonde · f7 svart bonde · g7 svart bonde · h7 svart bonde · e6 svart bonde · f6 svart springare · b4 svart löpare · c4 vit bonde · d4 vit bonde · c3 vit springare · a2 vit bonde · b2 vit bonde · e2 vit bonde · f2 vit bonde · g2 vit bonde · h2 vit bonde · a1 vit torn · c1 vit löpare · d1 vit drottning · e1 vit kung · f1 vit löpare · g1 vit springare · h1 vit torn | a8 svart torn · b8 svart springare · c8 svart löpare · d8 svart drottning · e8 svart kung · h8 svart torn · a7 svart bonde · b7 svart bonde · c7 svart bonde · d7 svart bonde · f7 svart bonde · g7 svart bonde · h7 svart bonde · e6 svart bonde · f6 svart springare · b4 svart löpare · c4 vit bonde · d4 vit bonde · c3 vit springare · a2 vit bonde · b2 vit bonde · e2 vit bonde · f2 vit bonde · g2 vit bonde · h2 vit bonde · a1 vit torn · c1 vit löpare · d1 vit drottning · e1 vit kung · f1 vit löpare · g1 vit springare · h1 vit torn | a8 svart torn · b8 svart springare · c8 svart löpare · d8 svart drottning · e8 svart kung · h8 svart torn · a7 svart bonde · b7 svart bonde · c7 svart bonde · d7 svart bonde · f7 svart bonde · g7 svart bonde · h7 svart bonde · e6 svart bonde · f6 svart springare · b4 svart löpare · c4 vit bonde · d4 vit bonde · c3 vit springare · a2 vit bonde · b2 vit bonde · e2 vit bonde · f2 vit bonde · g2 vit bonde · h2 vit bonde · a1 vit torn · c1 vit löpare · d1 vit drottning · e1 vit kung · f1 vit löpare · g1 vit springare · h1 vit torn | a8 svart torn · b8 svart springare · c8 svart löpare · d8 svart drottning · e8 svart kung · h8 svart torn · a7 svart bonde · b7 svart bonde · c7 svart bonde · d7 svart bonde · f7 svart bonde · g7 svart bonde · h7 svart bonde · e6 svart bonde · f6 svart springare · b4 svart löpare · c4 vit bonde · d4 vit bonde · c3 vit springare · a2 vit bonde · b2 vit bonde · e2 vit bonde · f2 vit bonde · g2 vit bonde · h2 vit bonde · a1 vit torn · c1 vit löpare · d1 vit drottning · e1 vit kung · f1 vit löpare · g1 vit springare · h1 vit torn | a8 svart torn · b8 svart springare · c8 svart löpare · d8 svart drottning · e8 svart kung · h8 svart torn · a7 svart bonde · b7 svart bonde · c7 svart bonde · d7 svart bonde · f7 svart bonde · g7 svart bonde · h7 svart bonde · e6 svart bonde · f6 svart springare · b4 svart löpare · c4 vit bonde · d4 vit bonde · c3 vit springare · a2 vit bonde · b2 vit bonde · e2 vit bonde · f2 vit bonde · g2 vit bonde · h2 vit bonde · a1 vit torn · c1 vit löpare · d1 vit drottning · e1 vit kung · f1 vit löpare · g1 vit springare · h1 vit torn | a8 svart torn · b8 svart springare · c8 svart löpare · d8 svart drottning · e8 svart kung · h8 svart torn · a7 svart bonde · b7 svart bonde · c7 svart bonde · d7 svart bonde · f7 svart bonde · g7 svart bonde · h7 svart bonde · e6 svart bonde · f6 svart springare · b4 svart löpare · c4 vit bonde · d4 vit bonde · c3 vit springare · a2 vit bonde · b2 vit bonde · e2 vit bonde · f2 vit bonde · g2 vit bonde · h2 vit bonde · a1 vit torn · c1 vit löpare · d1 vit drottning · e1 vit kung · f1 vit löpare · g1 vit springare · h1 vit torn | 5 |
| 4 | a8 svart torn · b8 svart springare · c8 svart löpare · d8 svart drottning · e8 svart kung · h8 svart torn · a7 svart bonde · b7 svart bonde · c7 svart bonde · d7 svart bonde · f7 svart bonde · g7 svart bonde · h7 svart bonde · e6 svart bonde · f6 svart springare · b4 svart löpare · c4 vit bonde · d4 vit bonde · c3 vit springare · a2 vit bonde · b2 vit bonde · e2 vit bonde · f2 vit bonde · g2 vit bonde · h2 vit bonde · a1 vit torn · c1 vit löpare · d1 vit drottning · e1 vit kung · f1 vit löpare · g1 vit springare · h1 vit torn | a8 svart torn · b8 svart springare · c8 svart löpare · d8 svart drottning · e8 svart kung · h8 svart torn · a7 svart bonde · b7 svart bonde · c7 svart bonde · d7 svart bonde · f7 svart bonde · g7 svart bonde · h7 svart bonde · e6 svart bonde · f6 svart springare · b4 svart löpare · c4 vit bonde · d4 vit bonde · c3 vit springare · a2 vit bonde · b2 vit bonde · e2 vit bonde · f2 vit bonde · g2 vit bonde · h2 vit bonde · a1 vit torn · c1 vit löpare · d1 vit drottning · e1 vit kung · f1 vit löpare · g1 vit springare · h1 vit torn | a8 svart torn · b8 svart springare · c8 svart löpare · d8 svart drottning · e8 svart kung · h8 svart torn · a7 svart bonde · b7 svart bonde · c7 svart bonde · d7 svart bonde · f7 svart bonde · g7 svart bonde · h7 svart bonde · e6 svart bonde · f6 svart springare · b4 svart löpare · c4 vit bonde · d4 vit bonde · c3 vit springare · a2 vit bonde · b2 vit bonde · e2 vit bonde · f2 vit bonde · g2 vit bonde · h2 vit bonde · a1 vit torn · c1 vit löpare · d1 vit drottning · e1 vit kung · f1 vit löpare · g1 vit springare · h1 vit torn | a8 svart torn · b8 svart springare · c8 svart löpare · d8 svart drottning · e8 svart kung · h8 svart torn · a7 svart bonde · b7 svart bonde · c7 svart bonde · d7 svart bonde · f7 svart bonde · g7 svart bonde · h7 svart bonde · e6 svart bonde · f6 svart springare · b4 svart löpare · c4 vit bonde · d4 vit bonde · c3 vit springare · a2 vit bonde · b2 vit bonde · e2 vit bonde · f2 vit bonde · g2 vit bonde · h2 vit bonde · a1 vit torn · c1 vit löpare · d1 vit drottning · e1 vit kung · f1 vit löpare · g1 vit springare · h1 vit torn | a8 svart torn · b8 svart springare · c8 svart löpare · d8 svart drottning · e8 svart kung · h8 svart torn · a7 svart bonde · b7 svart bonde · c7 svart bonde · d7 svart bonde · f7 svart bonde · g7 svart bonde · h7 svart bonde · e6 svart bonde · f6 svart springare · b4 svart löpare · c4 vit bonde · d4 vit bonde · c3 vit springare · a2 vit bonde · b2 vit bonde · e2 vit bonde · f2 vit bonde · g2 vit bonde · h2 vit bonde · a1 vit torn · c1 vit löpare · d1 vit drottning · e1 vit kung · f1 vit löpare · g1 vit springare · h1 vit torn | a8 svart torn · b8 svart springare · c8 svart löpare · d8 svart drottning · e8 svart kung · h8 svart torn · a7 svart bonde · b7 svart bonde · c7 svart bonde · d7 svart bonde · f7 svart bonde · g7 svart bonde · h7 svart bonde · e6 svart bonde · f6 svart springare · b4 svart löpare · c4 vit bonde · d4 vit bonde · c3 vit springare · a2 vit bonde · b2 vit bonde · e2 vit bonde · f2 vit bonde · g2 vit bonde · h2 vit bonde · a1 vit torn · c1 vit löpare · d1 vit drottning · e1 vit kung · f1 vit löpare · g1 vit springare · h1 vit torn | a8 svart torn · b8 svart springare · c8 svart löpare · d8 svart drottning · e8 svart kung · h8 svart torn · a7 svart bonde · b7 svart bonde · c7 svart bonde · d7 svart bonde · f7 svart bonde · g7 svart bonde · h7 svart bonde · e6 svart bonde · f6 svart springare · b4 svart löpare · c4 vit bonde · d4 vit bonde · c3 vit springare · a2 vit bonde · b2 vit bonde · e2 vit bonde · f2 vit bonde · g2 vit bonde · h2 vit bonde · a1 vit torn · c1 vit löpare · d1 vit drottning · e1 vit kung · f1 vit löpare · g1 vit springare · h1 vit torn | a8 svart torn · b8 svart springare · c8 svart löpare · d8 svart drottning · e8 svart kung · h8 svart torn · a7 svart bonde · b7 svart bonde · c7 svart bonde · d7 svart bonde · f7 svart bonde · g7 svart bonde · h7 svart bonde · e6 svart bonde · f6 svart springare · b4 svart löpare · c4 vit bonde · d4 vit bonde · c3 vit springare · a2 vit bonde · b2 vit bonde · e2 vit bonde · f2 vit bonde · g2 vit bonde · h2 vit bonde · a1 vit torn · c1 vit löpare · d1 vit drottning · e1 vit kung · f1 vit löpare · g1 vit springare · h1 vit torn | 4 |
| 3 | a8 svart torn · b8 svart springare · c8 svart löpare · d8 svart drottning · e8 svart kung · h8 svart torn · a7 svart bonde · b7 svart bonde · c7 svart bonde · d7 svart bonde · f7 svart bonde · g7 svart bonde · h7 svart bonde · e6 svart bonde · f6 svart springare · b4 svart löpare · c4 vit bonde · d4 vit bonde · c3 vit springare · a2 vit bonde · b2 vit bonde · e2 vit bonde · f2 vit bonde · g2 vit bonde · h2 vit bonde · a1 vit torn · c1 vit löpare · d1 vit drottning · e1 vit kung · f1 vit löpare · g1 vit springare · h1 vit torn | a8 svart torn · b8 svart springare · c8 svart löpare · d8 svart drottning · e8 svart kung · h8 svart torn · a7 svart bonde · b7 svart bonde · c7 svart bonde · d7 svart bonde · f7 svart bonde · g7 svart bonde · h7 svart bonde · e6 svart bonde · f6 svart springare · b4 svart löpare · c4 vit bonde · d4 vit bonde · c3 vit springare · a2 vit bonde · b2 vit bonde · e2 vit bonde · f2 vit bonde · g2 vit bonde · h2 vit bonde · a1 vit torn · c1 vit löpare · d1 vit drottning · e1 vit kung · f1 vit löpare · g1 vit springare · h1 vit torn | a8 svart torn · b8 svart springare · c8 svart löpare · d8 svart drottning · e8 svart kung · h8 svart torn · a7 svart bonde · b7 svart bonde · c7 svart bonde · d7 svart bonde · f7 svart bonde · g7 svart bonde · h7 svart bonde · e6 svart bonde · f6 svart springare · b4 svart löpare · c4 vit bonde · d4 vit bonde · c3 vit springare · a2 vit bonde · b2 vit bonde · e2 vit bonde · f2 vit bonde · g2 vit bonde · h2 vit bonde · a1 vit torn · c1 vit löpare · d1 vit drottning · e1 vit kung · f1 vit löpare · g1 vit springare · h1 vit torn | a8 svart torn · b8 svart springare · c8 svart löpare · d8 svart drottning · e8 svart kung · h8 svart torn · a7 svart bonde · b7 svart bonde · c7 svart bonde · d7 svart bonde · f7 svart bonde · g7 svart bonde · h7 svart bonde · e6 svart bonde · f6 svart springare · b4 svart löpare · c4 vit bonde · d4 vit bonde · c3 vit springare · a2 vit bonde · b2 vit bonde · e2 vit bonde · f2 vit bonde · g2 vit bonde · h2 vit bonde · a1 vit torn · c1 vit löpare · d1 vit drottning · e1 vit kung · f1 vit löpare · g1 vit springare · h1 vit torn | a8 svart torn · b8 svart springare · c8 svart löpare · d8 svart drottning · e8 svart kung · h8 svart torn · a7 svart bonde · b7 svart bonde · c7 svart bonde · d7 svart bonde · f7 svart bonde · g7 svart bonde · h7 svart bonde · e6 svart bonde · f6 svart springare · b4 svart löpare · c4 vit bonde · d4 vit bonde · c3 vit springare · a2 vit bonde · b2 vit bonde · e2 vit bonde · f2 vit bonde · g2 vit bonde · h2 vit bonde · a1 vit torn · c1 vit löpare · d1 vit drottning · e1 vit kung · f1 vit löpare · g1 vit springare · h1 vit torn | a8 svart torn · b8 svart springare · c8 svart löpare · d8 svart drottning · e8 svart kung · h8 svart torn · a7 svart bonde · b7 svart bonde · c7 svart bonde · d7 svart bonde · f7 svart bonde · g7 svart bonde · h7 svart bonde · e6 svart bonde · f6 svart springare · b4 svart löpare · c4 vit bonde · d4 vit bonde · c3 vit springare · a2 vit bonde · b2 vit bonde · e2 vit bonde · f2 vit bonde · g2 vit bonde · h2 vit bonde · a1 vit torn · c1 vit löpare · d1 vit drottning · e1 vit kung · f1 vit löpare · g1 vit springare · h1 vit torn | a8 svart torn · b8 svart springare · c8 svart löpare · d8 svart drottning · e8 svart kung · h8 svart torn · a7 svart bonde · b7 svart bonde · c7 svart bonde · d7 svart bonde · f7 svart bonde · g7 svart bonde · h7 svart bonde · e6 svart bonde · f6 svart springare · b4 svart löpare · c4 vit bonde · d4 vit bonde · c3 vit springare · a2 vit bonde · b2 vit bonde · e2 vit bonde · f2 vit bonde · g2 vit bonde · h2 vit bonde · a1 vit torn · c1 vit löpare · d1 vit drottning · e1 vit kung · f1 vit löpare · g1 vit springare · h1 vit torn | a8 svart torn · b8 svart springare · c8 svart löpare · d8 svart drottning · e8 svart kung · h8 svart torn · a7 svart bonde · b7 svart bonde · c7 svart bonde · d7 svart bonde · f7 svart bonde · g7 svart bonde · h7 svart bonde · e6 svart bonde · f6 svart springare · b4 svart löpare · c4 vit bonde · d4 vit bonde · c3 vit springare · a2 vit bonde · b2 vit bonde · e2 vit bonde · f2 vit bonde · g2 vit bonde · h2 vit bonde · a1 vit torn · c1 vit löpare · d1 vit drottning · e1 vit kung · f1 vit löpare · g1 vit springare · h1 vit torn | 3 |
| 2 | a8 svart torn · b8 svart springare · c8 svart löpare · d8 svart drottning · e8 svart kung · h8 svart torn · a7 svart bonde · b7 svart bonde · c7 svart bonde · d7 svart bonde · f7 svart bonde · g7 svart bonde · h7 svart bonde · e6 svart bonde · f6 svart springare · b4 svart löpare · c4 vit bonde · d4 vit bonde · c3 vit springare · a2 vit bonde · b2 vit bonde · e2 vit bonde · f2 vit bonde · g2 vit bonde · h2 vit bonde · a1 vit torn · c1 vit löpare · d1 vit drottning · e1 vit kung · f1 vit löpare · g1 vit springare · h1 vit torn | a8 svart torn · b8 svart springare · c8 svart löpare · d8 svart drottning · e8 svart kung · h8 svart torn · a7 svart bonde · b7 svart bonde · c7 svart bonde · d7 svart bonde · f7 svart bonde · g7 svart bonde · h7 svart bonde · e6 svart bonde · f6 svart springare · b4 svart löpare · c4 vit bonde · d4 vit bonde · c3 vit springare · a2 vit bonde · b2 vit bonde · e2 vit bonde · f2 vit bonde · g2 vit bonde · h2 vit bonde · a1 vit torn · c1 vit löpare · d1 vit drottning · e1 vit kung · f1 vit löpare · g1 vit springare · h1 vit torn | a8 svart torn · b8 svart springare · c8 svart löpare · d8 svart drottning · e8 svart kung · h8 svart torn · a7 svart bonde · b7 svart bonde · c7 svart bonde · d7 svart bonde · f7 svart bonde · g7 svart bonde · h7 svart bonde · e6 svart bonde · f6 svart springare · b4 svart löpare · c4 vit bonde · d4 vit bonde · c3 vit springare · a2 vit bonde · b2 vit bonde · e2 vit bonde · f2 vit bonde · g2 vit bonde · h2 vit bonde · a1 vit torn · c1 vit löpare · d1 vit drottning · e1 vit kung · f1 vit löpare · g1 vit springare · h1 vit torn | a8 svart torn · b8 svart springare · c8 svart löpare · d8 svart drottning · e8 svart kung · h8 svart torn · a7 svart bonde · b7 svart bonde · c7 svart bonde · d7 svart bonde · f7 svart bonde · g7 svart bonde · h7 svart bonde · e6 svart bonde · f6 svart springare · b4 svart löpare · c4 vit bonde · d4 vit bonde · c3 vit springare · a2 vit bonde · b2 vit bonde · e2 vit bonde · f2 vit bonde · g2 vit bonde · h2 vit bonde · a1 vit torn · c1 vit löpare · d1 vit drottning · e1 vit kung · f1 vit löpare · g1 vit springare · h1 vit torn | a8 svart torn · b8 svart springare · c8 svart löpare · d8 svart drottning · e8 svart kung · h8 svart torn · a7 svart bonde · b7 svart bonde · c7 svart bonde · d7 svart bonde · f7 svart bonde · g7 svart bonde · h7 svart bonde · e6 svart bonde · f6 svart springare · b4 svart löpare · c4 vit bonde · d4 vit bonde · c3 vit springare · a2 vit bonde · b2 vit bonde · e2 vit bonde · f2 vit bonde · g2 vit bonde · h2 vit bonde · a1 vit torn · c1 vit löpare · d1 vit drottning · e1 vit kung · f1 vit löpare · g1 vit springare · h1 vit torn | a8 svart torn · b8 svart springare · c8 svart löpare · d8 svart drottning · e8 svart kung · h8 svart torn · a7 svart bonde · b7 svart bonde · c7 svart bonde · d7 svart bonde · f7 svart bonde · g7 svart bonde · h7 svart bonde · e6 svart bonde · f6 svart springare · b4 svart löpare · c4 vit bonde · d4 vit bonde · c3 vit springare · a2 vit bonde · b2 vit bonde · e2 vit bonde · f2 vit bonde · g2 vit bonde · h2 vit bonde · a1 vit torn · c1 vit löpare · d1 vit drottning · e1 vit kung · f1 vit löpare · g1 vit springare · h1 vit torn | a8 svart torn · b8 svart springare · c8 svart löpare · d8 svart drottning · e8 svart kung · h8 svart torn · a7 svart bonde · b7 svart bonde · c7 svart bonde · d7 svart bonde · f7 svart bonde · g7 svart bonde · h7 svart bonde · e6 svart bonde · f6 svart springare · b4 svart löpare · c4 vit bonde · d4 vit bonde · c3 vit springare · a2 vit bonde · b2 vit bonde · e2 vit bonde · f2 vit bonde · g2 vit bonde · h2 vit bonde · a1 vit torn · c1 vit löpare · d1 vit drottning · e1 vit kung · f1 vit löpare · g1 vit springare · h1 vit torn | a8 svart torn · b8 svart springare · c8 svart löpare · d8 svart drottning · e8 svart kung · h8 svart torn · a7 svart bonde · b7 svart bonde · c7 svart bonde · d7 svart bonde · f7 svart bonde · g7 svart bonde · h7 svart bonde · e6 svart bonde · f6 svart springare · b4 svart löpare · c4 vit bonde · d4 vit bonde · c3 vit springare · a2 vit bonde · b2 vit bonde · e2 vit bonde · f2 vit bonde · g2 vit bonde · h2 vit bonde · a1 vit torn · c1 vit löpare · d1 vit drottning · e1 vit kung · f1 vit löpare · g1 vit springare · h1 vit torn | 2 |
| 1 | a8 svart torn · b8 svart springare · c8 svart löpare · d8 svart drottning · e8 svart kung · h8 svart torn · a7 svart bonde · b7 svart bonde · c7 svart bonde · d7 svart bonde · f7 svart bonde · g7 svart bonde · h7 svart bonde · e6 svart bonde · f6 svart springare · b4 svart löpare · c4 vit bonde · d4 vit bonde · c3 vit springare · a2 vit bonde · b2 vit bonde · e2 vit bonde · f2 vit bonde · g2 vit bonde · h2 vit bonde · a1 vit torn · c1 vit löpare · d1 vit drottning · e1 vit kung · f1 vit löpare · g1 vit springare · h1 vit torn | a8 svart torn · b8 svart springare · c8 svart löpare · d8 svart drottning · e8 svart kung · h8 svart torn · a7 svart bonde · b7 svart bonde · c7 svart bonde · d7 svart bonde · f7 svart bonde · g7 svart bonde · h7 svart bonde · e6 svart bonde · f6 svart springare · b4 svart löpare · c4 vit bonde · d4 vit bonde · c3 vit springare · a2 vit bonde · b2 vit bonde · e2 vit bonde · f2 vit bonde · g2 vit bonde · h2 vit bonde · a1 vit torn · c1 vit löpare · d1 vit drottning · e1 vit kung · f1 vit löpare · g1 vit springare · h1 vit torn | a8 svart torn · b8 svart springare · c8 svart löpare · d8 svart drottning · e8 svart kung · h8 svart torn · a7 svart bonde · b7 svart bonde · c7 svart bonde · d7 svart bonde · f7 svart bonde · g7 svart bonde · h7 svart bonde · e6 svart bonde · f6 svart springare · b4 svart löpare · c4 vit bonde · d4 vit bonde · c3 vit springare · a2 vit bonde · b2 vit bonde · e2 vit bonde · f2 vit bonde · g2 vit bonde · h2 vit bonde · a1 vit torn · c1 vit löpare · d1 vit drottning · e1 vit kung · f1 vit löpare · g1 vit springare · h1 vit torn | a8 svart torn · b8 svart springare · c8 svart löpare · d8 svart drottning · e8 svart kung · h8 svart torn · a7 svart bonde · b7 svart bonde · c7 svart bonde · d7 svart bonde · f7 svart bonde · g7 svart bonde · h7 svart bonde · e6 svart bonde · f6 svart springare · b4 svart löpare · c4 vit bonde · d4 vit bonde · c3 vit springare · a2 vit bonde · b2 vit bonde · e2 vit bonde · f2 vit bonde · g2 vit bonde · h2 vit bonde · a1 vit torn · c1 vit löpare · d1 vit drottning · e1 vit kung · f1 vit löpare · g1 vit springare · h1 vit torn | a8 svart torn · b8 svart springare · c8 svart löpare · d8 svart drottning · e8 svart kung · h8 svart torn · a7 svart bonde · b7 svart bonde · c7 svart bonde · d7 svart bonde · f7 svart bonde · g7 svart bonde · h7 svart bonde · e6 svart bonde · f6 svart springare · b4 svart löpare · c4 vit bonde · d4 vit bonde · c3 vit springare · a2 vit bonde · b2 vit bonde · e2 vit bonde · f2 vit bonde · g2 vit bonde · h2 vit bonde · a1 vit torn · c1 vit löpare · d1 vit drottning · e1 vit kung · f1 vit löpare · g1 vit springare · h1 vit torn | a8 svart torn · b8 svart springare · c8 svart löpare · d8 svart drottning · e8 svart kung · h8 svart torn · a7 svart bonde · b7 svart bonde · c7 svart bonde · d7 svart bonde · f7 svart bonde · g7 svart bonde · h7 svart bonde · e6 svart bonde · f6 svart springare · b4 svart löpare · c4 vit bonde · d4 vit bonde · c3 vit springare · a2 vit bonde · b2 vit bonde · e2 vit bonde · f2 vit bonde · g2 vit bonde · h2 vit bonde · a1 vit torn · c1 vit löpare · d1 vit drottning · e1 vit kung · f1 vit löpare · g1 vit springare · h1 vit torn | a8 svart torn · b8 svart springare · c8 svart löpare · d8 svart drottning · e8 svart kung · h8 svart torn · a7 svart bonde · b7 svart bonde · c7 svart bonde · d7 svart bonde · f7 svart bonde · g7 svart bonde · h7 svart bonde · e6 svart bonde · f6 svart springare · b4 svart löpare · c4 vit bonde · d4 vit bonde · c3 vit springare · a2 vit bonde · b2 vit bonde · e2 vit bonde · f2 vit bonde · g2 vit bonde · h2 vit bonde · a1 vit torn · c1 vit löpare · d1 vit drottning · e1 vit kung · f1 vit löpare · g1 vit springare · h1 vit torn | a8 svart torn · b8 svart springare · c8 svart löpare · d8 svart drottning · e8 svart kung · h8 svart torn · a7 svart bonde · b7 svart bonde · c7 svart bonde · d7 svart bonde · f7 svart bonde · g7 svart bonde · h7 svart bonde · e6 svart bonde · f6 svart springare · b4 svart löpare · c4 vit bonde · d4 vit bonde · c3 vit springare · a2 vit bonde · b2 vit bonde · e2 vit bonde · f2 vit bonde · g2 vit bonde · h2 vit bonde · a1 vit torn · c1 vit löpare · d1 vit drottning · e1 vit kung · f1 vit löpare · g1 vit springare · h1 vit torn | 1 |
|   | a | b | c | d | e | f | g | h |   |

Vissa av hans idéer har dock anammats till den grad att de blivit en del av schackjargongen. Detta gäller kanske främst det så kallade Nimzoindiska försvaret, som uppstår efter till exempel 1.d4 Sf6 2.c4 e6 3.Sc3 Lb4. Idén i öppningen är att indirekt ta kontroll över fältet e4 utan att sätta en bonde på rutan d5. Detta har utvecklats till en av de mest pålitliga metoderna från svarts sida att bemöta 1.d4.
Nimzowitsch bodde från 1922 fram till sin död 1935 i Danmark, och han sägs därigenom ha fostrat den kommande generationen av framstående danska spelare, främst Bent Larsen som på 60- och 70-talet tillhörde de tio bästa spelarna i världen. Nimzowitsch ligger begravd på Bispebjerg kyrkogård (gravplats uL 378) i Köpenhamn. Senare blev schackspelaren Jens Enevoldsen begravd i samma grav.